# Burg Plankenau

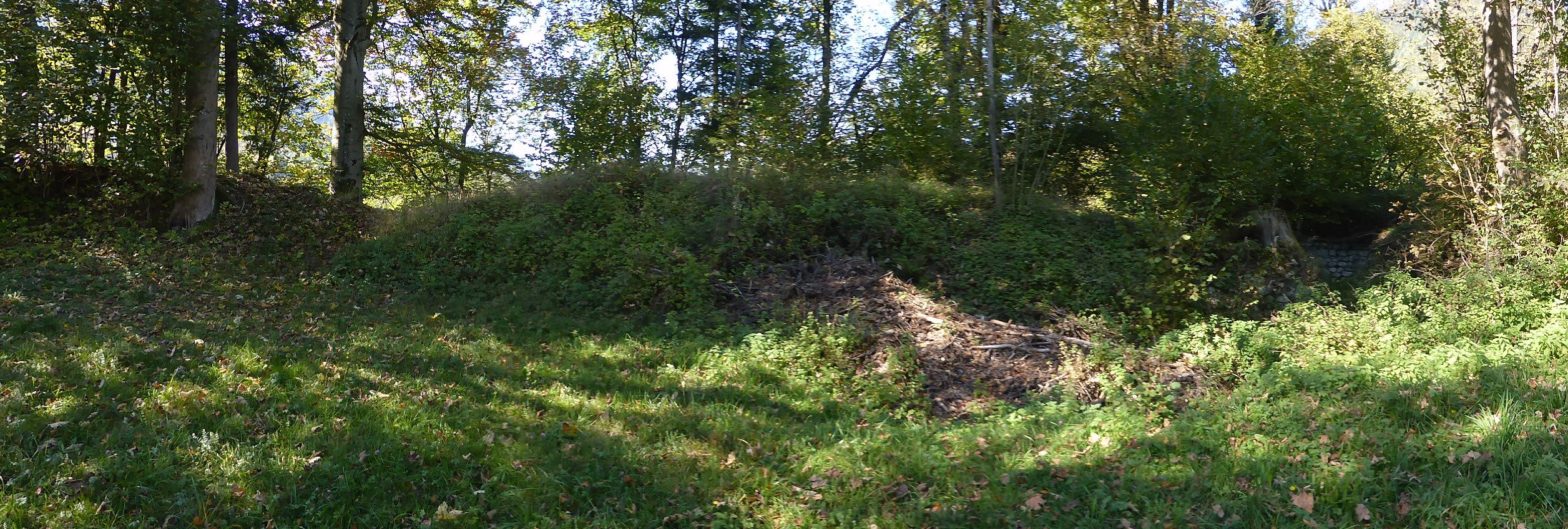
Burgstall Plankenau

Die abgekommene Burg Plankenau liegt in der Gemeinde St. Johann im Pongau des gleichnamigen Bezirks von Salzburg (in der Nähe des Jugendgästehauses Schlosshof, Liechtensteinklammstraße 142).

## Geschichte
Funde von Tongefäßen zeugen davon, dass der Burgplatz schon in der Bronzezeit und in der späten Jungeisenzeit besiedelt war. Die Burg selbst wird erstmals im Jahr 1155 urkundlich erwähnt; sie dürfte also im 10. oder 11. Jahrhundert errichtet worden sein. Damals schenkte Bertold von Pongau eine Hälfte seines Hofes dem Salzburger Domkapitel und die andere dem Stift Admont. Bekannt ist des Weiteren ein Rüdiger von Plankenau, der Mundschenk des Erzbischofs Eberhard I. war und im Jahr 1155 verstorben ist. Im Jahr 1372 wird nochmals ein Hermann von Plankenau erwähnt. Das Geschlecht der Pongauer dürfte nach Aussterben des Mannesstammes durch Heirat in das Geschlecht der Goldegger übergegangen sein.

Burgstall Plankenau
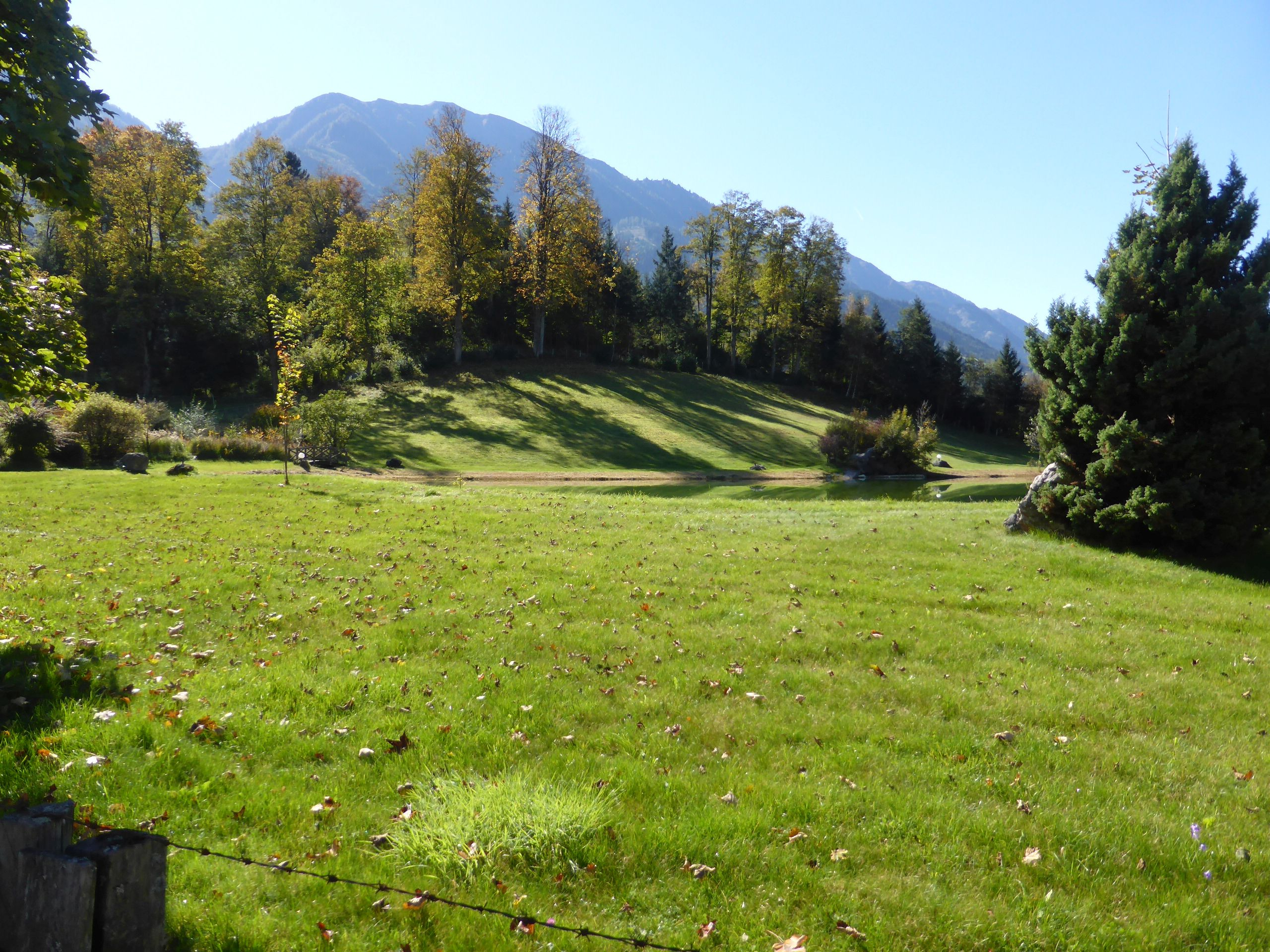
Burghügel Plankenau
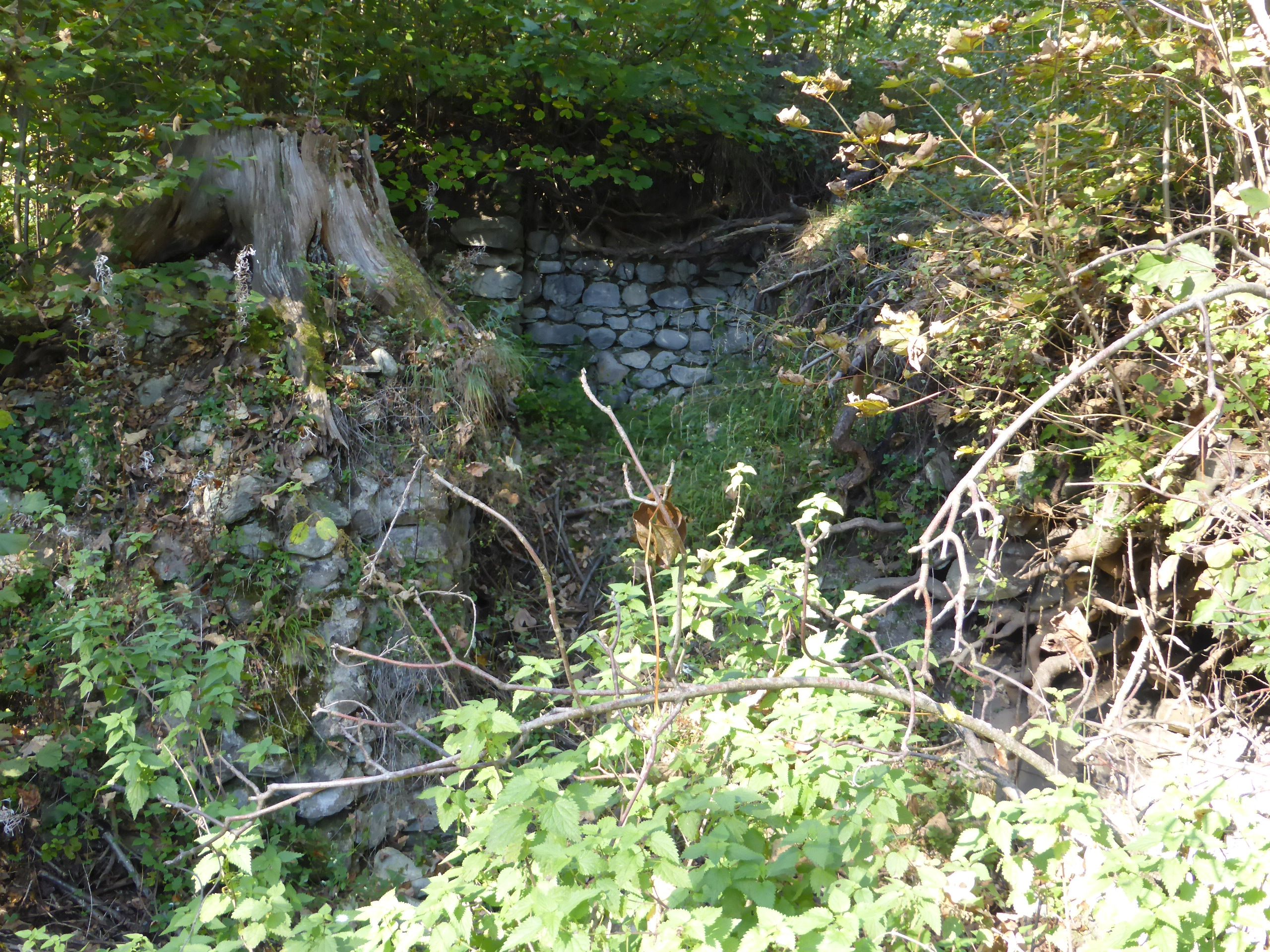
Aufgehendes Mauerwerk
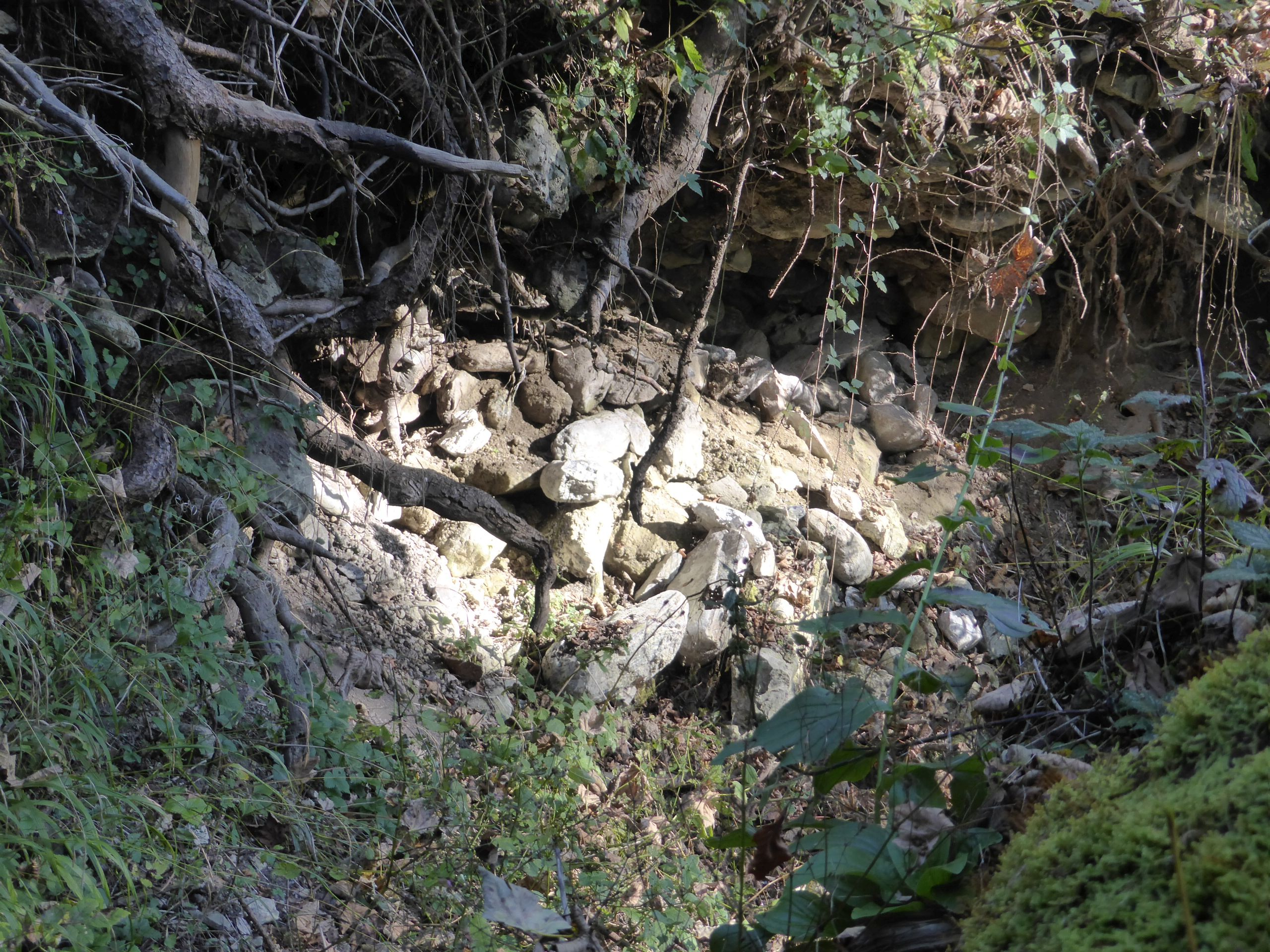
Eingestürzter Zugang
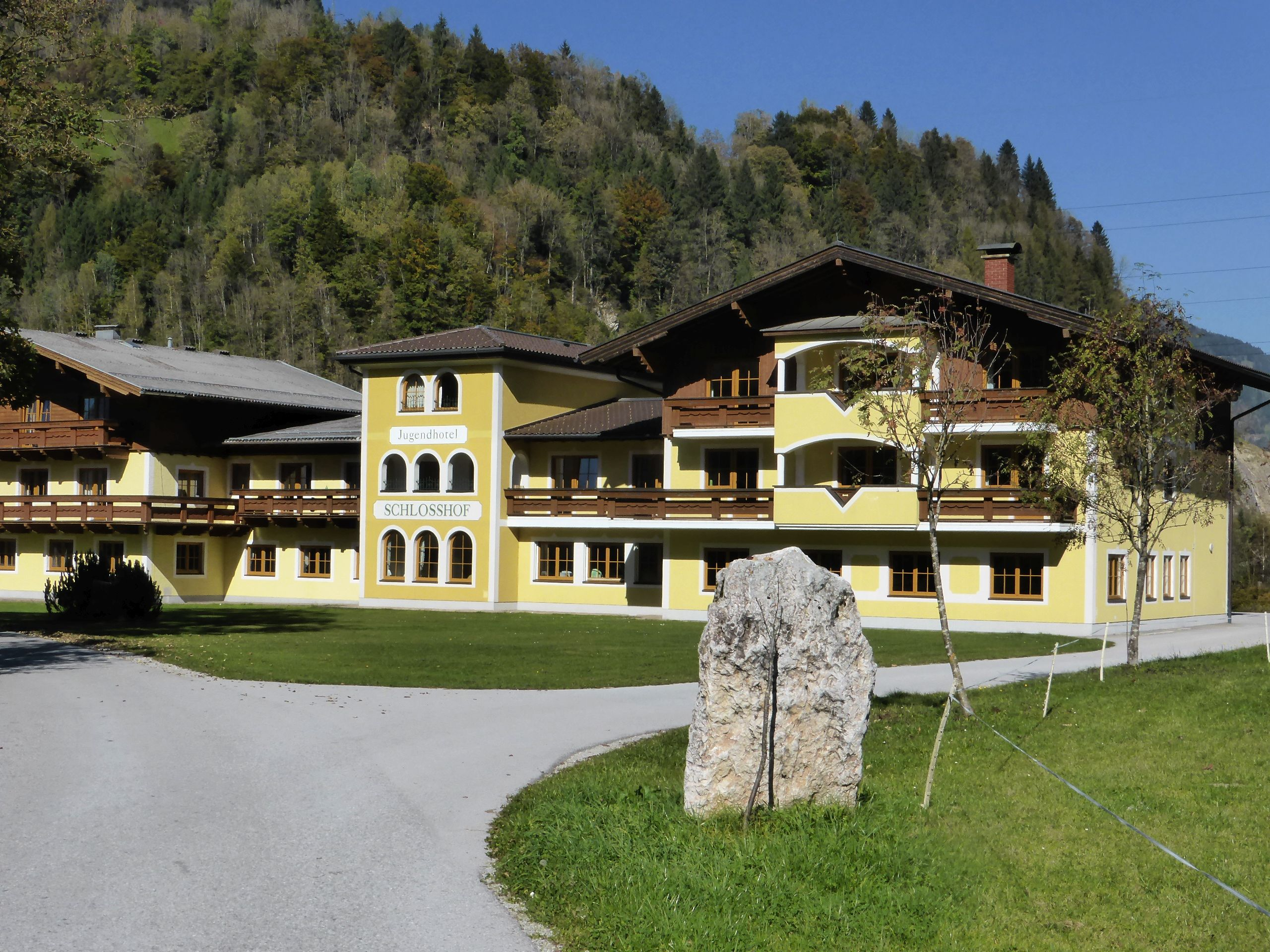
Zugang zum Burgstall

## Burgruine Plankenau heute
Am orographisch rechten Salzachufer zwischen Schwarzach und St. Johann befindet sich die Ruine der Burg Plankenau auf einer etwa 30 m über der Talebene liegenden Hochfläche. Durch ihre Lage konnte sie das Salzachtal und den Eingang in das Großarltal beherrschen.
Ein Wall in Form einer verfallenen Steinmauer umgrenzt das 80 × 40 m umfassende Burgareal. An der Nordostseite findet sich ein zusätzlicher Erdwall, der vermutlich den Zugang zur Burg geschützt hat. Es sind Reste eines viereckigen Bergfrieds vorhanden.
Der Burghügel ist in etwa 4 m Tiefe von einem System von Gängen mit einer Länge von insgesamt 160 m durchzogen. Diese sind aus dem Konglomeratgestein herausgehauen worden und mannshoch. Erhalten waren Lichtnischen sowie Schlief- und Luftlöcher. Eingänge hierzu fanden sich an der Nordwestseite bei der Salzach und an der Südostseite landwärts. Diese Gänge erinnern an sogenannte Erdställe, wie sie eher für Oberösterreich typisch sind. Der salzachseitige Eingang ist bereits vor dem  Ersten Weltkrieg eingestürzt. Der andere Eingang wurde noch mit Pfosten gestützt. Nach dem Ersten Weltkrieg stürzte aber auch hier der äußerste Gangteil ein und man konnte nur mehr über den Schutt kriechend hinein gelangen. Im Frühjahr 1931 brach auch dieser letzte Zugang in sich zusammen, sodass diese Gänge heute völlig verlegt und unzugänglich sind.
Die Anfahrt führt über das Jugendhotel Schlosshof; von hier sieht man oberhalb eines kleinen Sees den Burghügel. Der Zugang zu der ehemaligen Burg ist nicht ausgeschildert.